# Каспийская белозубка
Каспийская бурозубка (Crocidura caspica) — вид рода белозубок в семействе Soricidae. Встречается вдоль южного побережья Каспийского моря в Иране и Азербайджане.

## Описание
Зверёк относительно крупных размеров, тяжёлого телосложения. Длина тела — 67—83 мм, хвоста — 40—47 мм. Основание хвоста толстое, сам он короткий относительно размеров землеройки. Длина стопы — 12—14 мм. 
Окраска темная, однотонная: спина тёмно-коричневая или тёмно-бурая, брюхо светло-бурого и серо-бурого цвета. Хвост одноцветный как и спина тёмно-бурый.
Хромосомный набор  2n = 40, NFa = 44, 16 пар акроцентриков, 3 пары субмета- и метацентриков, X-хромосома — большой метацентрик, Y — маленький акроцентрик.

## Распространение
Обитает вдоль юго-западного побережья Каспия. В Азербайджане по северным склонам Талыша, в Иране по северным склона Эльбурса до г. Чалус.

## Образ жизни
Живет на горных склонах под пологом субтропического леса. Преобладающие породы: дуб, ольха, железное дерево, клён, липа. Выходит на равнины у подножья гор, может встречаться в кустарниковых зарослях по краям чайных плантаций. 
В Гирканском национальном парке многочисленный вид, может становится доминантом вместе с лесными мышами.

## Систематика
Ранее исследователи включали её в Crocidura russula или в Crocidura leucodon. В 1993 году М. В. Зайцев заново переопределил вид и нанёс на карту его ареал.